# Distribuzione di Kumaraswamy
In teoria della probabilità la distribuzione di Kumaraswamy è una distribuzione di probabilità continua, definita sull'intervallo [0,1] e dipendente da due parametri. È simile alla variabile casuale beta, ma è più semplice da usare grazie alle semplici espressioni chiuse della funzione di densità di probabilità e della frequenza cumulata. 
Porta il nome di Poondi Kumaraswamy che la descrisse per primo.

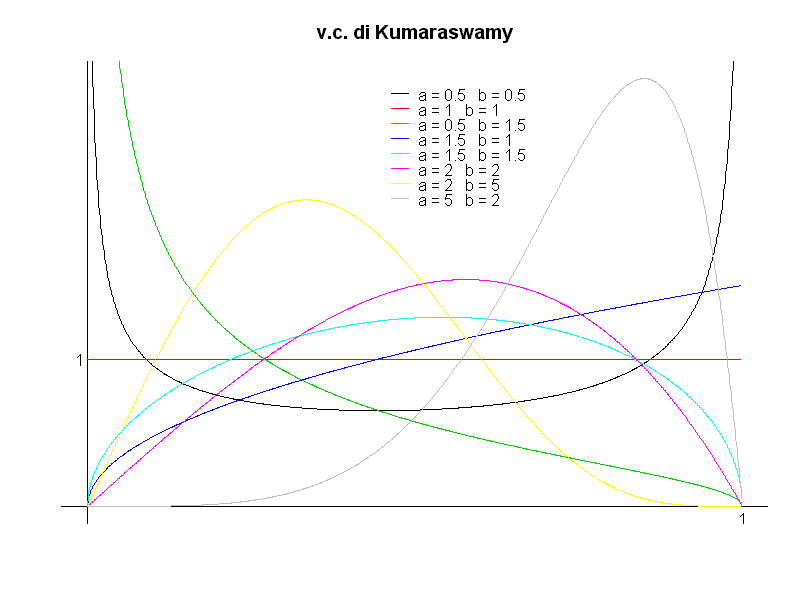
Le funzioni di densità di probabilità delle variabile casuale di Kumaraswamy per alcuni valori dei parametri.

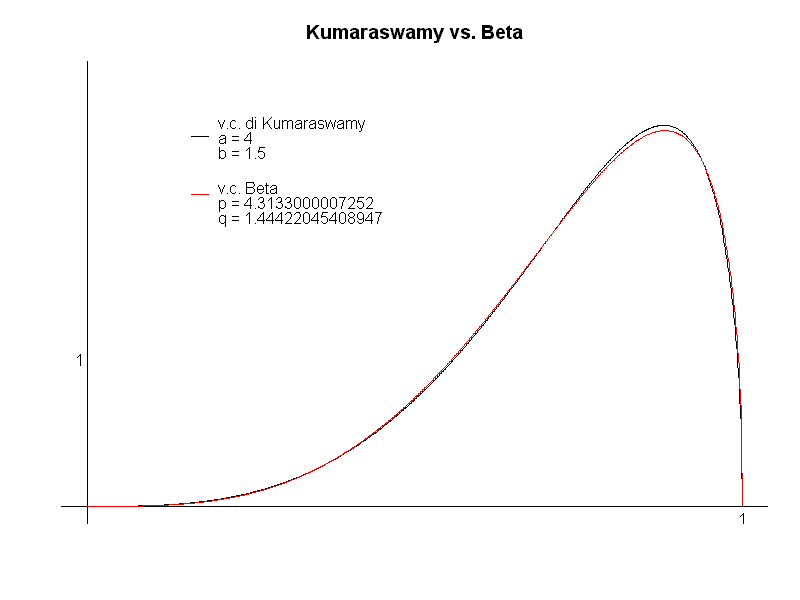
Confronto tra le variabili casuali beta e di Kumaraswamy per una scelta dei parametri.

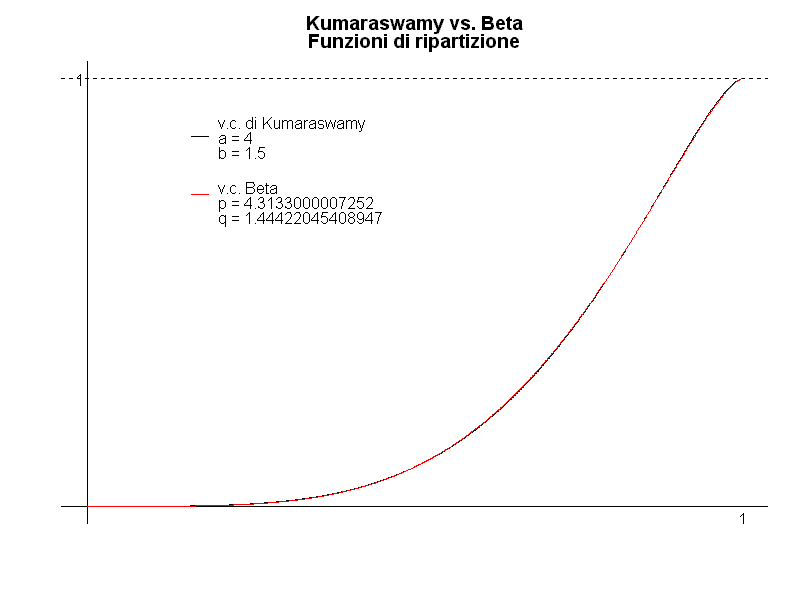
Confronto tra le variabili casuali beta e di Kumaraswamy per una scelta dei parametri.

## Caratteristiche
La funzione di densità di probabilità è definita da
{\displaystyle f(x|a;b)=abx^{a-1}(1-x^{a})^{b-1}}, dove a e b sono i due parametri e {\displaystyle x\in [0,1]}
si ottiene così che la cumulata è
{\displaystyle F(x|a;b)=[1-(1-x^{a})^{b}]}
e il valore atteso diventa
{\displaystyle \mu ={\frac {b\Gamma (1+1/a)\Gamma (b)}{\Gamma (1+1/a+b)}}}
mentre la mediana è
{\displaystyle \left(1-\left({\frac {1}{2}}\right)^{1/b}\right)^{1/a}}
e la moda
{\displaystyle \left({\frac {a-1}{ab-1}}\right)^{1/a}.}
I momenti di ordine n sono calcolabili con
{\displaystyle m_{n}={\frac {b\Gamma (1+n/a)\Gamma (b)}{\Gamma (1+b+n/a)}}=bB(1+n/a,b).}
dove {\displaystyle \Gamma } e {\displaystyle B} sono rispettivamente la funzione gamma e la funzione beta di Eulero.

## Relazione con altre distribuzioni
- Se  {\displaystyle X\sim {\textrm {Kumaraswamy}}(1,1)\,} allora {\displaystyle X\sim U(0,1)\,}
- Se {\displaystyle X\sim U(0,1)\,} (distribuzione continua uniforme) allora {\displaystyle {\left(1-{\left(1-X\right)}^{\tfrac {1}{b}}\right)}^{\tfrac {1}{a}}\sim {\textrm {Kumaraswamy}}(a,b)\,}
- Se {\displaystyle X\sim {\textrm {Beta}}(1,b)\,} (variabile casuale beta) allora {\displaystyle X\sim {\textrm {Kumaraswamy}}(1,b)\,}
- Se {\displaystyle X\sim {\textrm {Beta}}(a,1)\,} (variabile casuale beta) allora {\displaystyle X\sim {\textrm {Kumaraswamy}}(a,1)\,}
- Se {\displaystyle X\sim {\textrm {Kumaraswamy}}(a,1)\,} allora {\displaystyle (1-X)\sim {\textrm {Kumaraswamy}}(1,a)\,}
- Se {\displaystyle X\sim {\textrm {Kumaraswamy}}(1,a)\,} allora {\displaystyle (1-X)\sim {\textrm {Kumaraswamy}}(a,1)\,}
- Se {\displaystyle X\sim {\textrm {Kumaraswamy}}(a,1)\,} allora {\displaystyle -ln(X)\sim {\textrm {Exponential}}(a)\,}
- Se {\displaystyle X\sim {\textrm {Kumaraswamy}}(1,b)\,} allora {\displaystyle -ln(1-X)\sim {\textrm {Exponential}}(b)\,}
- Se {\displaystyle X\sim {\textrm {Kumaraswamy}}(a,b)\,} allora {\displaystyle X\sim {\textrm {GB1}}(a,1,1,b)\,}, la distribuzione beta generalizzata di primo ordine.

## Implementazioni in software
In R tramite il pacchetto extraDistr sono disponibili le seguenti funzioni
```
dkumar(x, a = 1, b = 1, log = FALSE)
pkumar(q, a = 1, b = 1, lower.tail = TRUE, log.p = FALSE)
qkumar(p, a = 1, b = 1, lower.tail = TRUE, log.p = FALSE)
rkumar(n, a = 1, b = 1)
```

rispettivamente funzione di densità, di probabilità, dei quantili e generatore di numeri casuali.